# Улица Войкова (Москва)
У́лица Во́йкова — улица в Северном административном округе Москвы, в Головинском районе от Лихоборской набережной.

## Происхождение названия

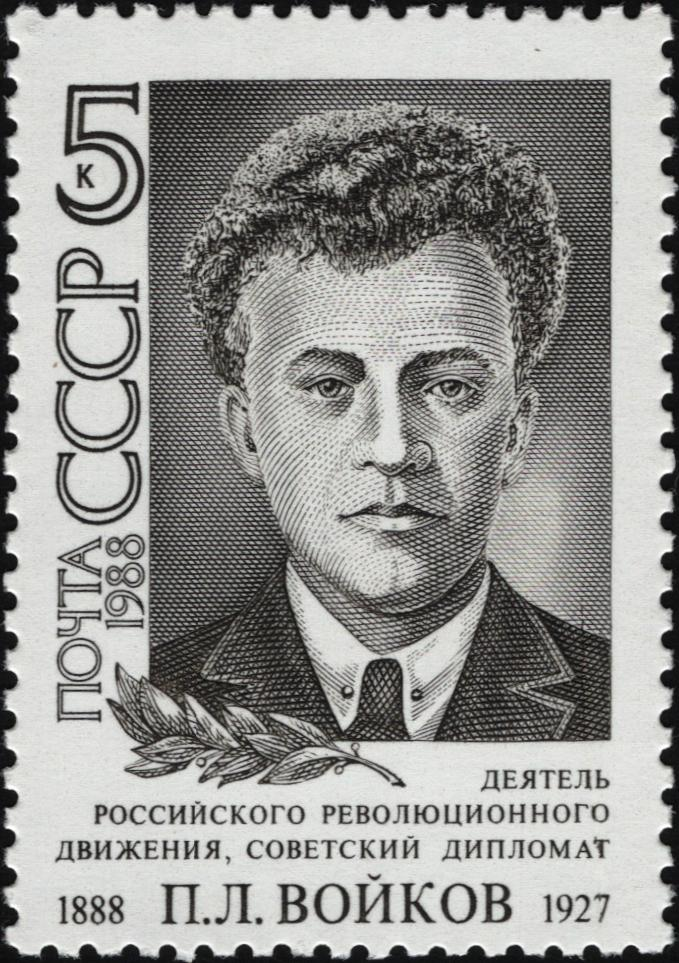
Войков на марке СССР (1988 год).

Улица названа в 1927 году в память о советском деятеле Петре Лазаревиче Войкове (1888—1927), который был убит в Варшаве, где он был полпредом.

## Описание
Улица Войкова начинается от Солнечногорской улицы (при этом сквозного проезда от Солнечногорской улицы не имеет, так как фактически проходит по территории завода Моссельмаш, в конце которой упирается в забор), проходит на юго-восток до Лихоборской набережной вдоль поймы реки Лихоборки (в настоящее время река в этом районе забрана в подземный коллектор). Расположена в промышленной зоне № 45, где находятся Военная часть ВМФ, Моссельмаш.